# Laslo Đere
Laslo Đere (serbisch-kyrillisch Ласло Ђере, ungarisch Györe László; * 2. Juni 1995 in Senta) ist ein serbischer Tennisspieler.

## Karriere
Laslo Đere spielt hauptsächlich auf der ATP Challenger Tour und der ITF Future Tour. Er feierte bislang neun Einzelsiege auf der Future Tour. Seinen ersten Titel auf der ATP Challenger Tour gewann er in Perugia durch einen Sieg im Finale gegen Daniel Muñoz de la Nava.
Sein Debüt im Einzel auf der ATP World Tour gab er im September 2013 bei den Thailand Open in Bangkok, wo er eine Wildcard für das Hauptfeld erhielt, dort jedoch in der ersten Hauptrunde an Feliciano López klar in zwei Sätzen scheiterte.
Seinen ersten Auftritt auf World-Tour-Level hatte er zusammen mit Wishaya Trongcharoenchaikul, mit dem er ein Doppelpaar bildete, ebenfalls bei den Thailand Open in Bangkok im September 2013. Dort verloren sie ihre Erstrundenpartie gegen Christopher Kas und Oliver Marach mit 4:6 und 3:6.
Im Februar 2019 gelang ihm sein bis dahin größter Erfolg, als Đere in Rio de Janeiro im Finale Félix Auger-Aliassime besiegte und ohne Satzverlust seinen ersten ATP-Tour-Titel gewann. Durch diesen Erfolg erreichte er mit dem 37. Rang einen neuen Karrierebestwert. Im Oktober 2020 (in Cagliari) und im März 2025 (in Santiago de Chile, wo Đere im Finale den Titelverteidiger Sebastián Báez in drei Sätzen besiegte) folgten weitere Turniersiege auf ATP-Ebene.
2017 gab er sein Debüt für die serbische Davis-Cup-Mannschaft.

## Erfolge
| Legende (Anzahl der Siege) |
| Grand Slam                 |
| ATP Finals                 |
| ATP Tour Masters 1000      |
| ATP Tour 500 (2)           |
| ATP Tour 250 (1)           |
| ATP Challenger Tour (2)    |

| ATP-Titel nach Belag |
| Hartplatz (0)        |
| Sand (3)             |
| Rasen (0)            |

### Einzel

#### Turniersiege

##### ATP World Tour
| Nr. | Datum            | Turnier           | Belag | Finalgegner           | Ergebnis      |
| --- | ---------------- | ----------------- | ----- | --------------------- | ------------- |
| 1.  | 24. Februar 2019 | Rio de Janeiro    | Sand  | Félix Auger-Aliassime | 6:3, 7:5      |
| 2.  | 18. Oktober 2020 | Cagliari          | Sand  | Marco Cecchinato      | 7:63, 7:5     |
| 3.  | 2. März 2025     | Santiago de Chile | Sand  | Sebastián Báez        | 6:4, 3:6, 7:5 |

##### ATP Challenger Tour
| Nr. | Datum         | Turnier | Belag     | Finalgegner             | Ergebnis  |
| --- | ------------- | ------- | --------- | ----------------------- | --------- |
| 1.  | 16. Juli 2017 | Perugia | Hartplatz | Daniel Muñoz de la Nava | 7:62, 6:4 |
| 2.  | 1. Juli 2018  | Mailand | Sand      | Gianluca Mager          | 6:2, 6:1  |

#### Finalteilnahmen
| Nr. | Datum           | Turnier       | Belag     | Finalgegner      | Ergebnis       |
| --- | --------------- | ------------- | --------- | ---------------- | -------------- |
| 1.  | 11. April 2021  | Cagliari      | Sand      | Lorenzo Sonego   | 6:2, 6:75, 4:6 |
| 2.  | 27. August 2022 | Winston-Salem | Hartplatz | Adrian Mannarino | 6:71, 4:6      |
| 3.  | 30. Juli 2023   | Hamburg       | Sand      | Alexander Zverev | 5:7, 3:6       |

## Abschneiden bei Grand-Slam-Turnieren

### Einzel
| Turnier         | 2015 | 2016 | 2017 | 2018 | 2019 | 2020 | 2021 | 2022 | 2023 | 2024 | 2025 | Karriere |
| --------------- | ---- | ---- | ---- | ---- | ---- | ---- | ---- | ---- | ---- | ---- | ---- | -------- |
| Australian Open | —    | Q1   | Q2   | 1    | 1    | 1    | 1    | 1    | 2    | 1    | Q2   | 2        |
| French Open     | Q1   | 1    | Q2   | 1    | 3    | 1    | 3    | 2    | 1    | 1    | 1    | 3        |
| Wimbledon       | —    | —    | Q1   | 1    | 2    |      | 2    | 1    | 3    | 1    | 1    | 3        |
| US Open         | Q1   | Q2   | —    | 2    | 1    | 1    | 1    | 1    | 3    | 2    |      | 3        |

Zeichenerklärung: S = Turniersieg; F, HF, VF, AF = Einzug ins Finale / Halbfinale / Viertelfinale / Achtelfinale; 1, 2, 3 = Ausscheiden in der 1. / 2. / 3. Hauptrunde; Q1, Q2, Q3 = Ausscheiden in der 1. / 2. / 3. Qualifikationsrunde; nicht ausgetragen